# Regina Mundlak

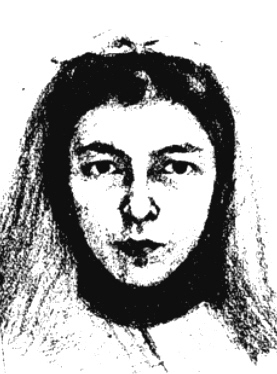
Selbstporträt 1901

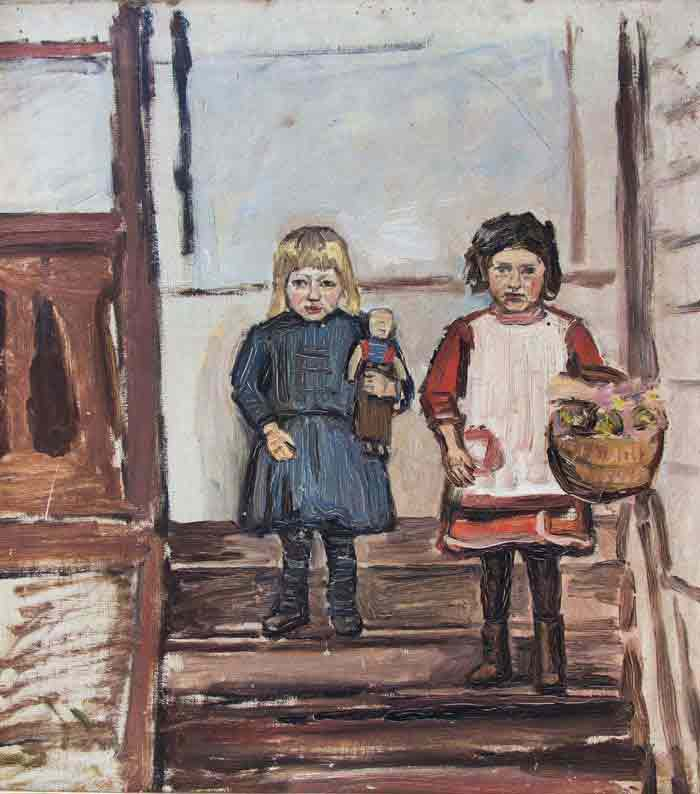
Zwei Mädchen

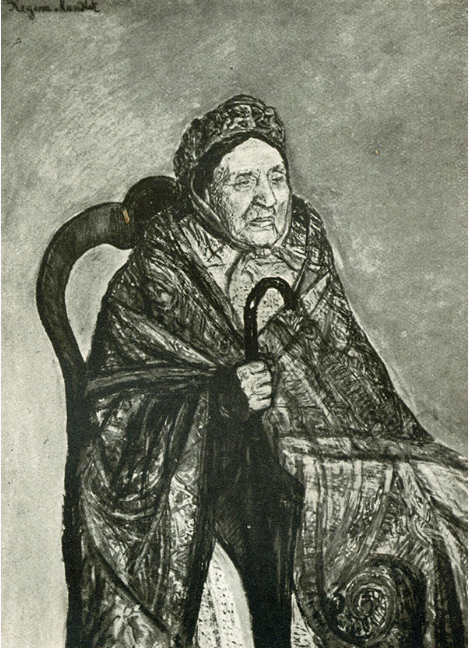
Die Großmutter

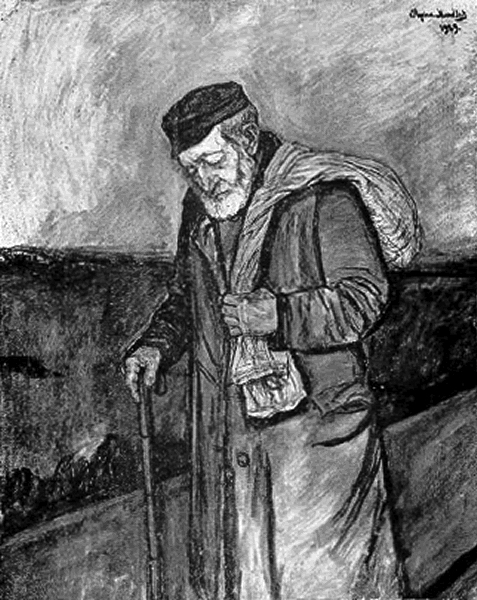
Jüdischer Hausierer 1929

Regina Mundlak (* 1887 in Kosaki, Landkreis Lomza, Russisches Kaiserreich; † 1942 in Treblinka) war eine polnische Malerin, Zeichnerin und Radiererin.

## Leben
Regina Mundlak wurde in einem Dorf in der Nähe von Lomza (Nordostpolen) in eine arme jüdische Familie geboren. Eine Schule konnte sie nicht besuchen. 1901 ging sie im Alter von 14 Jahren zusammen mit ihrer Mutter und ihrer Schwester, einer hochtalentierten Geigerin, nach Berlin, um dort Arbeit zu finden. Ihr außergewöhnliches Talent erregte rasch Aufmerksamkeit im jüdischen Künstlerkreis. Ihre Arbeit beeindruckte Max Liebermann so sehr, dass er beschloss, ihre Ausbildung zu finanzieren. Zunächst besuchte sie die private Malschule von Adolf Mayer und studierte anschließend bei Lovis Corinth. Auch von Hermann Struck wurde sie unterrichtet. Liebermann und Struck empfahlen sie nachdrücklich als Studentin an der Kunstakademie. Doch selbst mit Liebermanns Hilfe hatte Regina Mundlak Schwierigkeiten, ihren Lebensunterhalt zu bestreiten. Der Maler Ephraim Lilien, der seine Faszination für ihr Talent nicht verbarg, versuchte ihr zu helfen, indem er 1902 einen offenen Brief in der Zeitschrift Ost und West veröffentlichte, in welchem er die Jüdische Community um Unterstützung für sie bat.
Trotz aller Bemühungen konnten die finanziellen Probleme nicht gelöst werden. Regina Mundlak musste ihr Studium abbrechen und ging 1902 zurück nach Polen. 1902 und 1903 stellte sie ihre Werke in Warschau in der Gesellschaft zur Förderung der Schönen Künste und 1903 im Salon des Kunsthändlers Aleksander Krywult aus. 1906 kehrte sie wieder nach Berlin zurück. In diesem Jahr wurden Zeichnungen von ihr bei einer Kollektivausstellung in der Galerie Cassirer gezeigt. Vor dem Ersten Weltkrieg verbrachte sie einige Zeit in Paris, wo sie ihre ersten Ölgemälde schuf.  Jahre danach ging sie wieder zurück nach Warschau, wo sie ein Atelier hatte. 1921 und 1922 stellte sie in der Warschauer Jüdischen Gemeinde aus, 1938 in der Jüdischen Kunstgesellschaft Warschau. 1928 hatte sie eine Einzelausstellung in Berlin.

## Deportation
Nach der Besetzung Polens durch die Nazis wurde Regina Mundalk zunächst im Warschauer Ghetto interniert. Laut dem Historiker und Augenzeugen Emanuel Ringelblum arbeitete sie mit einer Gruppe anderer Maler und Künstler in einer Fabrik zur Herstellung von Schleifsteinen in der Ulica Mylna 18. Trotz fester Anstellung wurden alle am 25. August 1942 zum Verladeplatz gebracht und in das Vernichtungslager Treblinka deportiert. Als Frau hatte Regina Mundlak dort keine Chance, länger als ein paar Stunden zu überleben. Ringelblum, der im Warschauer Ghetto das Untergrundarchiv geführt hat, berichtete über die Geschehnisse während dem Transport zum Verladeplatz, „wo der Kommandant des Verladeplatzes, der demoralisierte jüdische Polizist Mieczyslaw Szmerling, über Leben und Tod entschied. Szmerling kannte nur eines: Geld. Wer sich bei ihm freikaufte, den ließ er laufen. Die jüdische Intelligenz hatte kein Geld und musste deshalb nach Treblinka gehen. Ich werde nicht vergessen, wie er sich mit einer Peitsche in der Hand auf mich stürzte, weil ich mich für die Pianistin Hanna Dickstein, die Malerin Regina Mundlak und den Ökonomen Dr. Izaak Lipowski eingesetzt habe.“

## Werk
Die 1901 veröffentlichten Zeichnungen waren vor allem realistische Porträtstudien; im Vergleich zu späteren Werken zeugen sie von einer geschickten, aber noch etwas unsicheren Handschrift. Die 1902 veröffentlichten Werke zeugen von ihrer seltenen Beobachtungsgabe. Ihr Œuvre umfasst hauptsächlich Federzeichnungen; Impressionen und Skizzen aus dem Leben ihrer Heimat: Jüdisches Leben in Polen, Szenen aus dem häuslichen Leben der jüdischen Familie z. B. Lichtbenschen am Freitag-Abend. Wie kaum andere jüdische Künstlerinnen ist sie ihrem Milieu treu geblieben und hat fast ausschließlich jüdische Charaktere aus ärmlichen Verhältnissen zum Mittelpunkt ihrer Arbeiten gemacht. Dabei hat sie in ihren Anfängen die ernsten, wirklichkeitsstrengen Momente jüdischer Erlebniswelt betont und ihren Gestalten die Schwere und Last ihres Schicksals aufgeprägt. Später hat die Künstlerin in ihren Gestalten weniger das Herbe als das Heitere, Gemütvolle, innerlich Geklärte betont – nicht ohne manchmal an Individualität einzubüßen. In den 1920er Jahren wurden etliche ihrer Motive vom Berliner Kunstverlag Phönix in Form von Postkarten reproduziert.
Obwohl sie eine sehr talentierte Künstlerin war und im Umfeld jüdischer Künstler in Berlin zu Beginn des 20. Jahrhunderts bekannt war, geriet sie fast völlig in Vergessenheit. Man kann ihr einen gewissen Konservativismus und mangelndes Interesse an modernen Kunsttrends vorwerfen. Sie selbst sagte dazu: „Ich verstehe moderne Kunst nicht, sie ist mir völlig fremd. Ich habe nicht versucht, anders zu malen, genauso wenig wie ich versuchen kann, anders zu leben.“ Dennoch ist ihr Werk wichtig, sowohl als Dokumentation der „exotischen“ Welt der osteuropäischen Juden als auch aufgrund der darin enthaltenen künstlerischen Werte.

## Anmerkung
1. ↑  Diese Angabe basiert auf den Aussagen Emanuel Ringelblums, der das Untergrundarchiv im Warschauer Ghetto geführt hat.